# 3046 Мольєр
3046 Мольєр (3046 Molière) — астероїд головного поясу, відкритий 24 вересня 1960 року.
Тіссеранів параметр щодо Юпітера — 3,116.